# لويس آرون
لويس آرون (بالإنجليزية: Lewis Aron)‏ هو معالج نفسي ومدرس أمريكي، ولد في 21 ديسمبر 1952، وتوفي في 28 فبراير 2019.